# Christoffel van Sleeswijk
Christoffel van Sleeswijk (circa 1150 - 15 juni 1173) was van 1167 tot aan zijn dood hertog van Zuid-Jutland. Hij behoorde tot het huis Estridsen.

## Levensloop
Christoffel was een buitenechtelijke zoon van koning Waldemar I van Denemarken en diens minnares Tove.
In 1167 benoemde zijn vader hem tot hertog van Zuid-Jutland, een onderdeel van het hertogdom Sleeswijk. Uit die periode is een veldslag overgeleverd waarbij hij samen met een zekere Aósalon in de buurt van Preetz de strijd aanging tegen het graafschap Holstein, vertegenwoordigd door edelmannen Mancred I en Bruno, die optraden als regent voor de nog minderjarige graaf Adolf III van Schauenburg en Holstein. Deze veldslag is te beschouwen als een eerste poging van Denemarken om zijn territorium richting het zuiden uit te breiden, maar eindigde onbeslist.
Christoffel stierf in juni 1173 en werd bijgezet in de Sint-Benedictuskerk van Ringsted.